# آخرین بندر
آخرین بندر عنوان فیلمی سینمایی به کارگردانی و نویسندگی حسن هدایت و تهیه‌کنندگی سیما فیلم ساخته سال ۱۳۷۳ است.

## خلاصه فیلم
در سال‌های ۱۳۱۵–۱۳۱۰، کارآگاه محمد علوی معاون شعبه جنایی اداره تامینات، به علت پیگیری و روش‌های خاص خود در تعقیب پرونده‌ها شهرت دارد. در سال ۱۳۱۲، پس از لغو قرارداد دارسی، به محل انعقاد اجلاسی- برای بستن قراردادی جدید - در گراند هتل تهران حمله و عده ای کشته می‌شوند. پرونده به کارآگاه علوی سپرده می‌شود. از اخبار چنین بر می‌آید که هانیه سرداری یکی از مهاجمان به بندر بوشهر رفته است و مردی به نام هاشم و علوی که از سالها قبل یکدیگر را می‌شناسند به ناگزیر روبروی هم می‌ایستند. هاشم به علوی اعتراف می‌کند که زن محبوبش را یافته است اما با پیدا شدن شوهر گمشده هانیه، تمام آرزوهای هاشم نقش بر آب می‌شود، ولی او با نهایت تلاش، هانیه و شوهرش را فراری می‌دهد.

## بازیگران
- جمشید هاشم‌پور در نقش هاشم دربندی
- احمد نجفی در نقش کارآگاه علوی
- مهناز افضلی در نقش هانیه سرداری
- خسرو دستگیر در نقش سروان پهلوان
- فخرالدین صدیق شریف در نقش سید جلال
- مظفر سلطانی در نقش سروان مالک
- هوشنگ دیبائیان در نقش غفران حمادی
- محمدرضا فروتن در نقش کمال
- ناصر لقایی در نقش برزو
- فرهاد خانمحمدی در نقش آسپیران دودکار
- ابراهیم بصیرت در نقش رئیس شعبه جنایی
- عیسی صفایی در نقش ناخدا
- علی شریفیان در نقش ستوان فولادی
- عباس مختاری در نقش رحمان
- پروین میکده در نقش کنیزو
- خسرو خانمحمدی در نقش مدیر هتل
- بهروز مقدم در نقش عبدل
- اسفندیار یگانه در نقش حکیم

## جشنواره‌ها
فیلم آخرین بندر در چهاردهمین دوره جشنواره فیلم فجر (۱۳۷۴) در بخش بهترین چهره‌پردازی (عبدالله اسکندری) موفق به کسب سیمرغ بلورین مسابقات شده است.
همچنین این فیلم در همین دوره از جشنواره در ۲ بخش بهترین نقش اول مرد (جمشید هاشم‌پور) و بهترین جلوه‌های ویژه (عباس شوقی) کاندیدا مسابقات بوده‌اند.